# Protaetia aeneipes
Protaetia aeneipes är en skalbaggsart som beskrevs av Thierry Bourgoin 1920. Protaetia aeneipes ingår i släktet Protaetia och familjen Cetoniidae. Inga underarter finns listade i Catalogue of Life.